# Tuulijärvi (sjö i Lappland)
Tuulijärvi är en sjö i Finland. Den ligger i kommunen Enare i landskapet Lappland, i den norra delen av landet, 1 100 km norr om huvudstaden Helsingfors. Tuulijärvi ligger 135,8 meter över havet. Arean är 3,53 kvadratkilometer och strandlinjen är 26,32 kilometer lång. Sjön  ingår i Uutuanjokis huvudavrinningsområde.   Den sträcker sig 3,9 kilometer i nord-sydlig riktning, och 3,9 kilometer i öst-västlig riktning.